# وینسنت روتیرز
وینسنت روتیرز (انگلیسی: Vincent Rottiers؛ زادهٔ ۱۷ ژوئن ۱۹۸۶) بازیگر اهل فرانسه است. وی از سال ۲۰۰۲ میلادی تاکنون مشغول فعالیت بوده‌است.
از فیلم‌ها یا برنامه‌های تلویزیونی که وی در آن نقش داشته‌است می‌توان به نمایندگان زن، نارکو، در آغاز، حالت نیلی، رنوآر، دیپان و نوکتوراما اشاره کرد.